# Filip II Wirtemberski

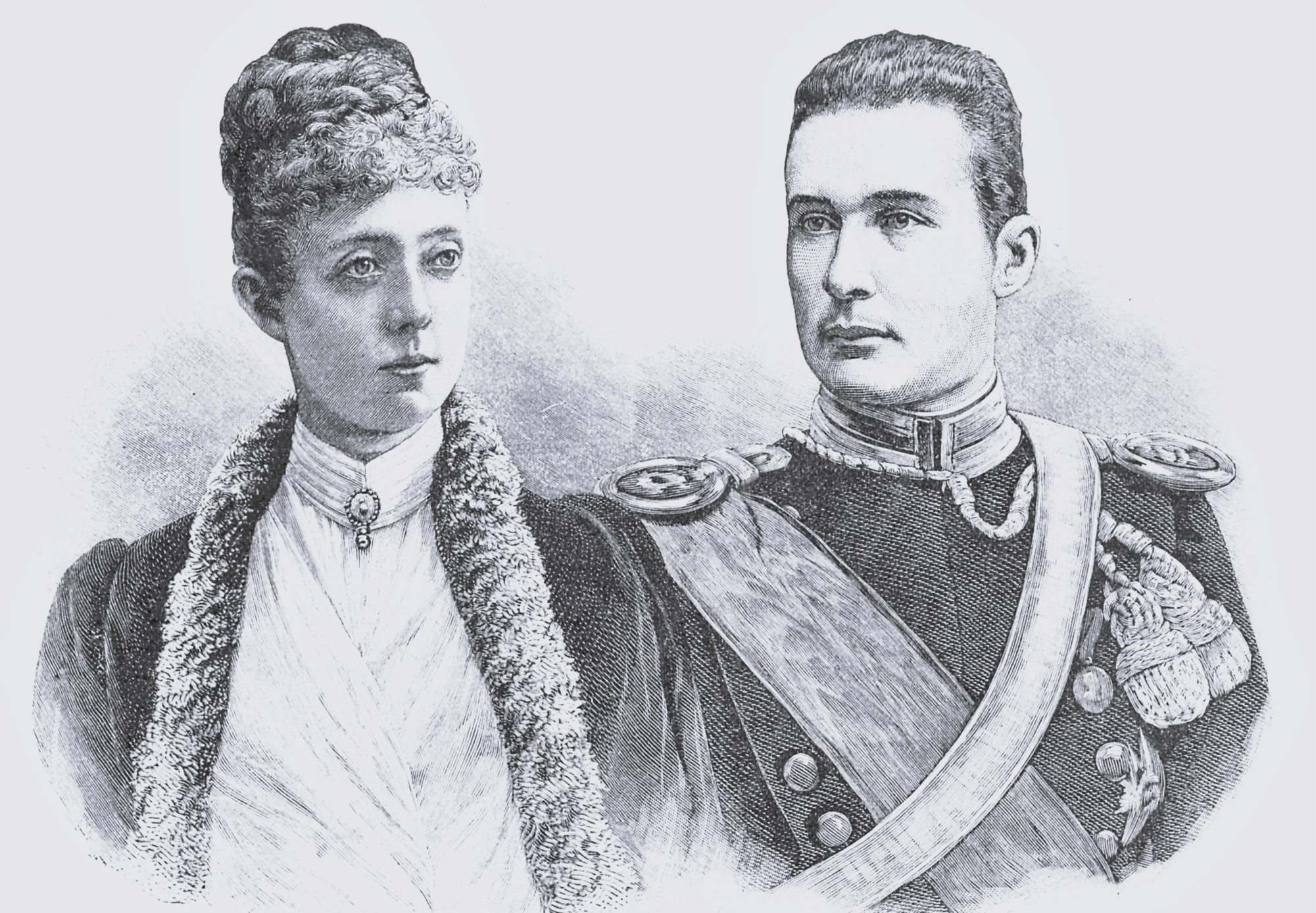
Rodzice księcia Filipa: Albrecht i Małgorzata Zofia

Filip Albert Karol Maria Józef Ludwik Hubert Stanisław Leopold Wirtemberski (ur. 14 listopada 1893 w Stuttgarcie, zm. 15 kwietnia 1975 w Ravensburgu) – książę wirtemberski, głowa rodziny Wirtembergów w latach 1939–1975.

## Życiorys
Syn księcia Albrechta Wirtemberskiego (1865-1939) i Małgorzaty Zofii Habsburg (1870–1902). Uczęszczał do Stuttgarckiej szkoły im. Eberharda Ludwika, następnie studiował na Uniwersytecie w Tybindze. Od 1912 roku służył w wojsku. Brał udział w I wojnie światowej. Po wojnie wrócił na studia gdzie w 1925 roku uzyskał tytuł doktora nauk prawnych (Dr. iur.).
W 1921 roku umarła głowa rodziny, były król Wirtembergii Wilhelm II Wirtemberski, Albrecht został głową rodziny a Filip jego następcą.

## W czasach dyktatury NSDAP
Książę Filip zdecydowanie sprzeciwił się reżimowi narodowosocjalistycznemu. Odmówił wywieszenia swastyki na fasadzie swojego domu i pałacu książęcego w Stuttgarcie. Po tym wydarzeniu wraz z rodziną musiał opuścić miasto. Rodzina zamieszkała w pałacu w Altshausen, gdzie w 1939 roku umarł ojciec Filipa – Albert. Brat Filipa Karol Aleksander z tego samego powodu także opuścił Wirtembergię i w roku 1934 wstąpił do niewiele wcześniej założonego badeńskiego opactwa świętego Bartłomieja w Neuburgu, a następnie w roku 1940 zdecydował się na emigrację do Stanów Zjednoczonych.

## Małżeństwa i rodzina
W 1923 roku ożenił się z księżniczką Heleną Habsburg (1903-1924), córką arcyksięcia Piotra Ferdynanda Habsburga i Marii Krystyny Burbon. Helena umarła rok później, kilka dni po narodzinach jedynej córki Marii Krystyny (1924), która w 1948 roku wyszła za Jerzego Hartmanna Liechtenstein (1911-1998), młodszego brata księcia Liechtensteinu Franciszka Józefa II. Filip ożenił się ponownie w 1928 roku z siostrą Heleny – Różą Habsburg-Lotaryńską (1906-1983). Para miała sześcioro dzieci:
- Helena (1929) – żona margrabiego Fryderyka Pallavicini,
- Ludwik (1930–2019)[1],
- Elżbieta (1933–2022) – żona księcia Antoniego Burbona,
- Maria Teresa (1934) – żona Henryka Burbona-Orleańskiego,
- Karol (1936–2022),
- Maria Antonina (1937–2004).

## Genealogia
| Prapradziadkowie               | książę Wirtemberski Aleksander Wirtemberski (1771-1833) ∞ 1798 Antonina Sachsen-Coburg-Saalfeld (1779-1824) | król Francuzów Ludwik Filip I Burbon (1773-1850) ∞1809 Maria Amelia Burbon-Sycylijska (1782-1866)   | książę Cieszyński Karol Ludwik Habsburg (1771-1847) ∞1815 Henrietta Nassau-Weilburg (1797–1829)    | król Bawarii Ludwik I Wittelsbach (1786-1868) ∞1810 Teresa Wettyn (1792-1854)                      | cesarz Austrii Franciszek II Habsburg (1768-1835) ∞ 1790 Maria Teresa Burbon-Sycylijska (1772–1807)           | król Bawarii Maksymilian I Józef Wittelsbach (1756–1825) ∞ 1797 Karolina Fryderyka Badeńska (1776–1841)       | król Obojga Sycylii Franciszek I Burbon (1777–1830) ∞1802 Maria Izabela Burbon (1789–1848)                    | książę Cieszyński Karol Ludwik Habsburg (1771-1847) ∞1815 Henrietta Nassau-Weilburg (1797–1829)               |
| Pradziadkowie                  | książę Wirtemberski Aleksander Fryderyk Wirtemberski (1802–1881) ∞ 1837 Maria Orleańska (1813–1839)         | książę Wirtemberski Aleksander Fryderyk Wirtemberski (1802–1881) ∞ 1837 Maria Orleańska (1813–1839) | książę Cieszyński Albrecht Fryderyk Habsburg (1817-1895) ∞ 1844 Hildegarda Wittelsbach (1825–1864) | książę Cieszyński Albrecht Fryderyk Habsburg (1817-1895) ∞ 1844 Hildegarda Wittelsbach (1825–1864) | arcyksiążę Franciszek Karol Habsburg (1802–1878) ∞ 1824 Zofia Wittelsbach (1805–1872)                         | arcyksiążę Franciszek Karol Habsburg (1802–1878) ∞ 1824 Zofia Wittelsbach (1805–1872)                         | król Obojga Sycylii Ferdynand II Burbon (1810-1859) ∞ 1837 Maria Teresa Habsburg (1816-1867)                  | król Obojga Sycylii Ferdynand II Burbon (1810-1859) ∞ 1837 Maria Teresa Habsburg (1816-1867)                  |
| Dziadkowie                     | książę Wirtemberski Filip Wirtemberski (1838-1917) ∞ 1865 Maria Teresa Habsburg (1845-1927)                 | książę Wirtemberski Filip Wirtemberski (1838-1917) ∞ 1865 Maria Teresa Habsburg (1845-1927)         | książę Wirtemberski Filip Wirtemberski (1838-1917) ∞ 1865 Maria Teresa Habsburg (1845-1927)        | książę Wirtemberski Filip Wirtemberski (1838-1917) ∞ 1865 Maria Teresa Habsburg (1845-1927)        | arcyksiążę Karol Ludwik Habsburg-Lotaryński (1833–1896) ∞ 1862 Maria Annunziata Burbon-Sycylijska (1843-1871) | arcyksiążę Karol Ludwik Habsburg-Lotaryński (1833–1896) ∞ 1862 Maria Annunziata Burbon-Sycylijska (1843-1871) | arcyksiążę Karol Ludwik Habsburg-Lotaryński (1833–1896) ∞ 1862 Maria Annunziata Burbon-Sycylijska (1843-1871) | arcyksiążę Karol Ludwik Habsburg-Lotaryński (1833–1896) ∞ 1862 Maria Annunziata Burbon-Sycylijska (1843-1871) |
| Rodzice                        | książę Wirtemberski Albrecht Wirtemberski (1865-1939) ∞1893 Małgorzata Zofia Habsburg (1870–1902)           | książę Wirtemberski Albrecht Wirtemberski (1865-1939) ∞1893 Małgorzata Zofia Habsburg (1870–1902)   | książę Wirtemberski Albrecht Wirtemberski (1865-1939) ∞1893 Małgorzata Zofia Habsburg (1870–1902)  | książę Wirtemberski Albrecht Wirtemberski (1865-1939) ∞1893 Małgorzata Zofia Habsburg (1870–1902)  | książę Wirtemberski Albrecht Wirtemberski (1865-1939) ∞1893 Małgorzata Zofia Habsburg (1870–1902)             | książę Wirtemberski Albrecht Wirtemberski (1865-1939) ∞1893 Małgorzata Zofia Habsburg (1870–1902)             | książę Wirtemberski Albrecht Wirtemberski (1865-1939) ∞1893 Małgorzata Zofia Habsburg (1870–1902)             | książę Wirtemberski Albrecht Wirtemberski (1865-1939) ∞1893 Małgorzata Zofia Habsburg (1870–1902)             |
| Filip Wirtemberski (1893-1975) | | | | | | | | |